# Полинаго
Полина̀го (на италиански: Polinago, на местен диалект Pulinêg, Пулинег) е село и община в Северна Италия, провинция Модена, регион Емилия-Романя. Разположено е на 810 m надморска височина. Населението на общината е 1747 души (към 2012 г.).